# Ealing Studios

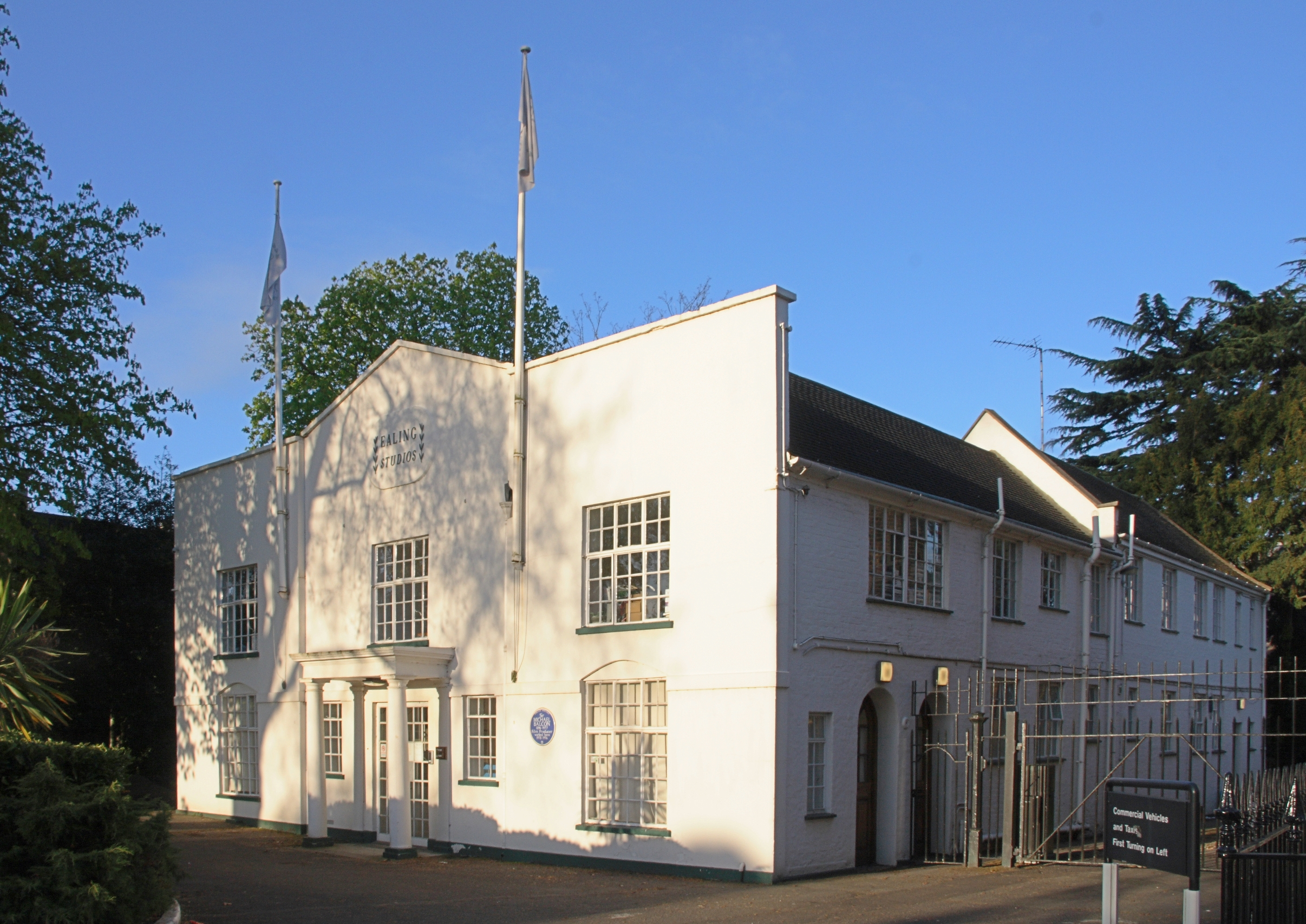
The Lodge of White Lodge, aangekocht door Will Barker en tegenwoordig hoofdkwartier van het productiehuis Ealing Studios

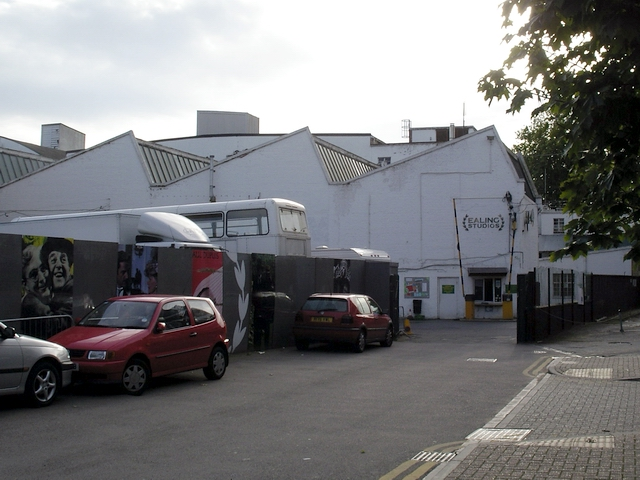
filmstudio's van Ealing Studios

Ealing Studios is een televisie- en filmproductiemaatschappij en faciliteitenleverancier in Ealing Green in West-Londen. De filmproducent en zakenman Will Barker kocht de White Lodge op Ealing Green in 1902 als uitvalsbasis voor het maken van films, en sindsdien zijn er op het terrein ononderbroken films geproduceerd. Het is de oudste continu werkende studiofaciliteit voor filmproductie ter wereld, en de huidige studio's werden in 1931 geopend, aangepast voor de productie van geluidsfilms.
Het productiehuis is vooral bekend om een reeks klassieke films die in de jaren na de Tweede Wereldoorlog werden geproduceerd, waaronder Scott of the Antarctic (1948), Kind Hearts and Coronets, Whisky Galore! en Passport to Pimlico (alle drie 1949), The Lavender Hill Mob (1951) en The Ladykillers (1955). De BBC was eigenaar van de Studio's en filmde er gedurende veertig jaar, van 1955 tot 1995.
Sinds 2000 brengt Ealing Studios weer films uit onder eigen naam, en werden de productiefaciliteiten gebruikt door andere filmstudio's zodat de studio ingezet werd bij The Importance of Being Earnest (2002), Shaun of the Dead (2004), de nieuw leven ingeblazen St Trinian's-franchise, Dorian Gray (2009), Burke and Hare (2010), I Give It a Year (2013), The Theory of Everything (2014), The Imitation Game (2014) en The Guernsey Literary and Potato Peel Pie Society (2018). Scenes in de keuken, de bediendenkamers en werkruimtes, en in sommige van de slaapkamers "boven" van de Britse televisieserie Downton Abbey werden gefilmd in Stage 2 van de studio's. Andere televisieseries in de studio's opgenomen zijn onder meer The Royle Family en de Netflix serie Lockwood & Co. (2023). 
De MetFilm School London is gevestigd op het terrein.